# Mysidia panamensis
Mysidia panamensis är en insektsart som beskrevs av Broomfield 1985. Mysidia panamensis ingår i släktet Mysidia och familjen Derbidae. Inga underarter finns listade i Catalogue of Life.